# Narām-Sin (Ešnunna)
Narām-Sin von Ešnunna war ein mesopotamischer König amurritischer Herkunft, der gemäß der Mittleren Chronologie von 1808 bis 1798 v. Chr. den Staat Ešnunna regierte.
Narām-Sins Identität mit dem gleichnamigen Herrscher der assyrischen Königsliste ist mittlerweile falsifiziert worden. Die zuweilen in der populärwissenschaftlichen Literatur zu findende Behauptung, Šamši-Adads I. (nicht belegter!) Gang von Ekallatum nach Babylon sei durch die vermeintliche Eroberung Ekallatums durch Narām-Sin verursacht worden, geht zudem auf eine Vermutung Dominique Charpins von 1985 zurück, deren quellenmäßige Basis teilweise überholt ist.
Dennoch ist Narām-Sins große Bedeutung evident. Wir wissen, dass er Kakallātum bei Sippar sowie Tarnib und Ašnakkum am Ḫabūr eroberte und seine Macht bis kurz vor Mari ausdehnte. Mit Mari selbst pflegte er jedoch ein partnerschaftliches Verhältnis, was auf die Stärke des Jaḫdun-Lim von Mari hinweisen könnte. In Narām-Sins Machtbereich lagen zudem Me-Turran, Šadappum und Nērebtum. Sein Staat umfasste somit ein sehr großes Gebiet nordwestlich der Stadt Ešnunna. Narām-Sin ließ sich selber vergöttlichen und nannte sich „Herr der Welt“. Eine Inschrift Naram-Sins wurde sogar auf Kythera gefunden.
Er ordnete einen Schuldenerlass für arme Bevölkerungsteile an. Vielleicht geht auch die berühmte Gesetzessammlung, der Codex Ešnunna, ein Vorläufer des Codex Hammurabi, auf ihn zurück.